# Oak Hill (Michigan)
Oak Hill statisztikai település USA Michigan államában, Manistee megyében. Lakosainak száma 545 fő (2020. április 1.).

## Népesség
A település népességének változása:

| 2010 | 569 |
| 2020 | 545 |